# Vijayanagar-kongeriget
Kongeriget Vijayanâgar (1336-1565), der lå på Dekkan-sletten i Sydindien, var det sidste store hinduistiske rige i Indien.

## Kongeriget Vijayanâgar
Dets navn er hovedstaden Vijayanâgar (i dag Hampi) eller Bijanâgara (fra Vijaya, "sejr" og nagara, "by"), der ligger på højre bred af Tungabhadrâ-floden, i den nuværende Karnataka. Det er i vores dage et vigtigt turiststed og siden 1986 optaget som en kulturel verdensarv af UNESCO.
På sit højdepunkt strakte kongeriget sig i Dekkan fra det arabiske hav til Bengalbugten, fra Masulipatam til Goa, og alle de hinduistiske fyrster i syd anerkendte dets herredømme.
Kongeriget varede fra 1336 til 1565 og dannede i hele denne periode et bolværk mod den muslimske invasion og beskyttede hele den sydlige del af det indiske subkontinent. Meget af dens historie er stadig ukendt, men dens magt og rigdom attesteres både af historierne fra mange europæiske rejsende og af de bygninger, som de har givet os i arv.

## Hovedstaden Vijayanâgar (Hampi)
Vijayanâgar (Hampi) var hovedstaden i et af de største hinduistiske imperier. Dette imperium blev grundlagt af Telugu-fyrsterne i 1336 og nåede sit højdepunkt i det 16. århundrede. Byen var fabelagtig velhavende og havde sandsynligvis op til en halv million indbyggere. I det 15. århundrede var Vijayanagar den næststørste by i verden efter Beijing. Byen var omgivet af syv befæstede indhegninger og dækkede et område på 43 km². Efter Talikotas nederlag i 1565 kollapsede imperiet totalt, og byen blev ødelagt og forladt, hvilket efterlod en gruppe bemærkelsesværdige ruiner i et usædvanligt og storslået landskab.

## Rigets oprindelse
I begyndelsen af det 14. århundrede forårsagede muslimske plyndrere faldet af alle hinduistiske kongeriger i det sydlige Indien, Yâdava, Kâkâtiya, Pândya, men forsøgte ikke at besætte området permanent. I ørkenen som de efterlader, dukker en hinduistisk nationalisme op igen formidlet af to brødre kaldet Harihara og Bukka. Visse kilder præsenterer dem som officerer ved hoffet i Pratâparoudra de Warangal, som er allieret med en saddhu med navnet Vidyâranya. Vidyâranya fik dem til at opgive den muslimske tro og vende tilbage til hinduismen. De to Sangama-brødre blev fanget af Sultanatet i Delhi i 1327 og derefter konverteret til Islam. Nogle forskere mener, at de blev insat som vicekonger af kong Vîra Ballala III fra Hoysala of Mysore for at modstå plyndringer.

## Wodeyar-dynastiet
I 1399 startede Wodeyar-dynastiet med Yaduraya Wodeyar. Han regerede i Mysore under Vijaynagar styret indtil 1423 og blev derefter efterfulgt af andre Wodeyar-regenter. I starten var det et lille kongerige som var underlagt Vijayanagar-kongeriget. Efter Vijayanagar-kongerigets fald i 1565 blev Mysore-kongeriget uafhængigt indtil 1799. Fra 1760 til 1799 var styret i realiteten overtaget af hærføreren Haider Ali og senere hans søn Tipu Sultan, som udvidede kongeriget, indtil nederlaget til det britiske Østindiske Kompagni i 1799, hvor Tipu Sultan blev dræbt ved slaget ved Srirangapatna. Efter 1760 havde Wodeyar-dynastiet således ingen reel magt.

## Slaget ved Talikota
Kongeriget Vijayanâgars trone var i hænderne på Aliya Rama Râya (1475-1565) siden 1542. Han var kendt for at være en manipulator der blandede sig i nabolandenes muslimske sultanaters anliggenderne. Selv om denne taktik oprindeligt var effektiv, endte Rama Râya med at vække sultanaternes vrede og de forenede sig for at ødelægge dette hinduistiske rige. I 1565 påførte Deccan-alliancen bestående af Bijapur, Bîdâr, Berar, Golkonda og Ahmadnagar Rama Râya et kæmpe nederlag i slaget ved Talikota, hvor det muslimske artilleri gjorde forskellen. Kongeriets hær bliver ødelagt, Rama Rayâ bliver myrdet, og byen Vijayanâgar (Hampi) og de andre store byer i kongeriget lagt i ruiner. Det var en af de få slag i den tid, hvor en koalitionsstrategi blev anvendt. Den afgørende kamp varede ikke længe. Sultanaternes tropper, i det stenede terræn, brugte en klassisk teknik: først blev de første af fjendens linjer brudt ved hjælp af kanoner. Artilleriilden ødelagde den første række, og det massive frontale angreb fra de allierede hære afsluttede arbejdet. Sultanaternes sejr var total, og Rama Râyas hoved blev vist som et trofæ. Slaget endte det sidste store imperium i det sydlige Indien.